# Bahnstrecke Marsa Matruh–Ain Suchna
| Streckenlänge: | 602 km               |                                             |                                     |
| Spurweite: | 1435 mm (Normalspur) |                                             |                                     |
| Stromsystem: | 25 kV, 50 Hz ~       |                                             |                                     |
| Streckengeschwindigkeit: | 250 km/h             |                                             |                                     |
| Zugbeeinflussung: | ETCS Level 2         |                                             |                                     |
| Zweigleisigkeit: | durchgehend          |                                             |                                     |
| |                      |                                             |                                     |
| \| \| \| mögliche Verlängerung nach Bengasi (Libyen) \| \| \| \| \| mögliche Zweigstrecke nach Siwa \| \| \| \| 0 \| Marsa Matruh \| Marsa Matruh \| \| \| 26 \| \| \| \| \| 51 \| \| \| \| \| 77 \| \| \| \| \| 121 \| Dabaa \| Dabaa \| \| \| 136 \| Sidi Abdel Rahman \| Sidi Abdel Rahman \| \| \| 160 \| El-Alamein \| El-Alamein \| \| \| 210 \| El Hamam \| El Hamam \| \| \| 232 \| Borg El Arab \| Borg El Arab \| \| \| 249 0 \| \| \| \| \| 46 \| Alexandria \| Alexandria \| \| \| 297 \| An Nubariyah \| An Nubariyah \| \| \| 340 \| Wadi El Natrun \| Wadi El Natrun \| \| \| 354 \| \| \| \| \| 386 \| Sphinx \| Sphinx \| \| \| 401 \| Stadt des 6. Oktobers \| Stadt des 6. Oktobers \| \| \| \| MISR University WoN Monorail im Bau \| \| \| \| 419 \| SFS Kairo–Abu Simbel \| SFS Kairo–Abu Simbel \| \| \| 422 \| October Gardens City \| October Gardens City \| \| \| 425 \| Betriebswerk und Hauptzugdepot \| Betriebswerk und Hauptzugdepot \| \| \| 434 \| \| \| \| \| 438 \| Badrashin \| Badrashin \| \| \| \| Bahnstrecke Alexandria–Assuan \| \| \| \| \| Nil (1200 m) \| \| \| \| 443 \| \| \| \| \| 444 \| Helwan \| Helwan \| \| \| 468 \| Mohamed Naguib \| Mohamed Naguib \| \| \| \| Stadtbahn Kairo im Bau \| \| \| \| 494 \| Neue Verwaltungshauptstadt \| Neue Verwaltungshauptstadt \| \| \| 496 \| Zugdepot \| Zugdepot \| \| \| 556 \| Ain Sokhna \| Ain Sokhna \| \| \| 565 \| Zugdepot \| Zugdepot \| \| \| \| zum Hafen Ain Sokhna \| \| |                      |                                             |                                     |
| |                      | mögliche Verlängerung nach Bengasi (Libyen) |                                     |
| Abzweig geradeaus und von rechts (Strecke außer Betrieb) |                      | mögliche Zweigstrecke nach Siwa             | mögliche Zweigstrecke nach Siwa     |
| Bahnhof (Strecke außer Betrieb) | 0                    | Marsa Matruh                                | Marsa Matruh                        |
| Haltepunkt / Haltestelle (Strecke außer Betrieb) | 26                   |                                             |                                     |
| Haltepunkt / Haltestelle (Strecke außer Betrieb) | 51                   |                                             |                                     |
| Haltepunkt / Haltestelle (Strecke außer Betrieb) | 77                   |                                             |                                     |
| Haltepunkt / Haltestelle (Strecke außer Betrieb) | 121                  | Dabaa                                       | Dabaa                               |
| Haltepunkt / Haltestelle (Strecke außer Betrieb) | 136                  | Sidi Abdel Rahman                           | Sidi Abdel Rahman                   |
| Haltepunkt / Haltestelle (Strecke außer Betrieb) | 160                  | El-Alamein                                  | El-Alamein                          |
| Haltepunkt / Haltestelle (Strecke außer Betrieb) | 210                  | El Hamam                                    | El Hamam                            |
| Haltepunkt / Haltestelle (Strecke außer Betrieb) | 232                  | Borg El Arab                                | Borg El Arab                        |
| Abzweig geradeaus, nach links und von links (Strecke außer Betrieb) · Strecke von rechts (außer Betrieb) | 249 0                |                                             |                                     |
| Strecke (außer Betrieb) · Kopfbahnhof Streckenende (Strecke außer Betrieb) | 46                   | Alexandria                                  | Alexandria                          |
| Haltepunkt / Haltestelle (Strecke außer Betrieb) | 297                  | An Nubariyah                                | An Nubariyah                        |
| Haltepunkt / Haltestelle (Strecke außer Betrieb) | 340                  | Wadi El Natrun                              | Wadi El Natrun                      |
| Haltepunkt / Haltestelle (Strecke außer Betrieb) | 354                  |                                             |                                     |
| Haltepunkt / Haltestelle (Strecke außer Betrieb) | 386                  | Sphinx                                      | Sphinx                              |
| | 401                  | Stadt des 6. Oktobers                       | Stadt des 6. Oktobers               |
| Kreuzung mit U-Bahn (Strecken außer Betrieb) |                      | MISR University WoN Monorail im Bau         | MISR University WoN Monorail im Bau |
| Abzweig geradeaus und von rechts (Strecke außer Betrieb) | 419                  | SFS Kairo–Abu Simbel                        | SFS Kairo–Abu Simbel                |
| Bahnhof (Strecke außer Betrieb) | 422                  | October Gardens City                        | October Gardens City                |
| Abzweig geradeaus, nach links und von links (Strecke außer Betrieb) · Betriebs-/Güterbahnhof Streckenende und quer (Strecke außer Betrieb) | 425                  | Betriebswerk und Hauptzugdepot              | Betriebswerk und Hauptzugdepot      |
| Strecke Anfang Hochstrecke (außer Betrieb) | 434                  |                                             |                                     |
| Bahnhof (Strecke außer Betrieb) | 438                  | Badrashin                                   | Badrashin                           |
| Kreuzung (Strecke geradeaus außer Betrieb) |                      | Bahnstrecke Alexandria–Assuan               | Bahnstrecke Alexandria–Assuan       |
| |                      | Nil (1200 m)                                |                                     |
| Strecke Ende Hochstrecke (außer Betrieb) | 443                  |                                             |                                     |
| Haltepunkt / Haltestelle (Strecke außer Betrieb) | 444                  | Helwan                                      | Helwan                              |
| Haltepunkt / Haltestelle (Strecke außer Betrieb) | 468                  | Mohamed Naguib                              | Mohamed Naguib                      |
| Strecke (außer Betrieb) · U-Bahn-Strecke von halblinks (außer Betrieb) |                      | Stadtbahn Kairo im Bau                      | Stadtbahn Kairo im Bau              |
| U-Bahn-Kopfbahnhof Ende Hochstrecke (Strecke außer Betrieb) | 494                  | Neue Verwaltungshauptstadt                  | Neue Verwaltungshauptstadt          |
| Abzweig geradeaus, nach links und von links (Strecke außer Betrieb) · Betriebsstelle Streckenende und quer (Strecke außer Betrieb) | 496                  | Zugdepot                                    | Zugdepot                            |
| Bahnhof (Strecke außer Betrieb) | 556                  | Ain Sokhna                                  | Ain Sokhna                          |
| Blockstelle | 565                  | Zugdepot                                    | Zugdepot                            |
| |                      | zum Hafen Ain Sokhna                        |                                     |

Die Bahnstrecke Marsa Matruh–Ain Suchna („Grüne Strecke“, auch „Suez-Kanal auf Schienen“) ist eine Hochgeschwindigkeitsstrecke in Ägypten, die sich im Bau befindet und im ersten Abschnitt Alexandria–Kairo 2026 eröffnet werden soll.

## Streckenführung
Die Strecke beginnt im Nordwesten des Landes bei Marsa Matruh am Mittelmeer und führt entlang der Küste über El-Alamein nach Borg El Arab. Von dort geht es südöstlich weiter über Wadi El Natroun und Madinat as-Sadis min Uktubar (Stadt des 6. Oktobers) nach Kairo. Hier wird für den Hochgeschwindigkeitsverkehr der neue Bahnhof October Gardens errichtet. Weiter führt die Strecke ostwärts in die neue Verwaltungshauptstadt und endet in Ain Sokhna am Golf von Suez, am Roten Meeres. Die Strecke wird 21 Stationen erhalten.

## Technische Parameter
Die 602 Kilometer lange Strecke mit der 46 Kilometer langen Zweigstrecke nach Alexandria soll – ebenso wie die beiden anderen in Ägypten geplanten – für eine Höchstgeschwindigkeit von 250 km/h eingerichtet, mit 25 kV / 50 Hz elektrifiziert und durch ETCS Level 2 gesichert werden. Hier soll sowohl Personen- als auch Güterverkehr fahren.

## Geschichte
Ursprünglich bestand das Projekt im nördlichen Abschnitt aus zwei Teilstrecken, der „Strecke 1“, dem Zweig nach Borg El Arab, und der „Strecke 2“ nach Alexandria. Im Laufe der Projektentwicklung wurden beide zur „Grünen Strecke“ zusammengeführt. Bauherrin auf ägyptischer Seite ist die National Authority of Tunnels, eine dem ägyptischen Verkehrsministerium unterstellte Behörde. Die Baukosten waren mit 3 Mrd. US-Dollar veranschlagt.
Am 14. Januar 2021 wurde eine Absichtserklärung zwischen Siemens Mobility und der National Authority of Tunnels über den Bau der Strecke unterzeichnet. Siemens entwirft, baut und wartet die Strecke. Ein von Siemens geführtes Konsortium mit Orascom Construction und The Arab Contractors erhielt den Auftrag für den Bau im Wert von über 4,5 Milliarden US-Dollar. Baubeginn war 2022.

## Betrieb
Die Deutsche Bahn erhielt den Auftrag, das ägyptische Hochgeschwindigkeitsnetz für 15 Jahre zu betreiben. Erwartet werden jährlich bis zu 30 Mio. Reisende. Die Reisezeiten zwischen Alexandria und Kairo halbieren sich und die CO2-Emissionen werden um 70 % gesenkt. Die Strecke wird unter anderem mit Velaro-Hochgeschwindigkeitszügen befahren werden.

## Zukunft
Die Strecke soll voraussichtlich 2026 im Abschnitt Kairo–Alexandria eröffnet werden, die Gesamtfertigstellung wird derzeit für 2027 erwartet.
Eine Verlängerung nach Westen von Marsa Matruh über El Negaila nach Sallum an der libyschen Grenze und von dort weiter bis Bengasi in Libyen wurde vom ägyptischen Verkehrsminister Kamel Al-Wazir im November 2020 angekündigt und von der libysch-ägyptischen Handelskammer am 18. Januar 2021 erneut bestätigt. Dies ist Teil des Plans der ägyptischen Regierung, politische und wirtschaftliche Verbindungen sowohl mit Libyen als auch mit dem Sudan auszubauen. Die Umsetzung dieses Projektes ist in Anbetracht der politischen und wirtschaftlichen Situation im Nachbarstaat derzeit unwahrscheinlich.
Des Weiteren ist eine Zweigstrecke von Marsa Matruh nach Siwa (ebenfalls an der libyschen Grenze) in Vorstudien.